# Oxford (Wisconsin)
Oxford is een plaats (village) in de Amerikaanse staat Wisconsin, en valt bestuurlijk gezien onder Marquette County.

## Demografie
Bij de volkstelling in 2000 werd het aantal inwoners vastgesteld op 536. In 2006 is het aantal inwoners door het United States Census Bureau geschat op 557, een stijging van 21 (3,9%).

## Geografie
Volgens het United States Census Bureau beslaat de plaats een oppervlakte van 2,7 km², waarvan 2,6 km² land en 0,1 km² water. Oxford ligt op ongeveer 269 m boven zeeniveau.

## Plaatsen in de nabije omgeving
De onderstaande figuur toont nabijgelegen plaatsen in een straal van 28 km rond Oxford.